# Hartwig Lohse
Hartwig Lohse (* 11. August 1926 in Eutin; † 24. September 1995 in Bonn) war ein deutscher Bibliothekar.

## Leben
Hartwig Lohse wurde nach dem Schulbesuch in Wilhelmshaven 1943 in den Reichsarbeitsdienst einberufen und 1944 zum Wehrdienst bei der Kriegsmarine. Nach fast dreijähriger Kriegsgefangenschaft in Russland und anschließender Tätigkeit in der Landwirtschaft studierte er seit 1952 Landwirtschaft, Biologie und Volkswirtschaftslehre  an der Georg-August-Universität Göttingen. Nach der Diplomprüfung (1955) promovierte er dort 1957 bei Wilhelm Abel. Im gleichen Jahr trat er als Bibliotheksreferendar in die Ausbildung für den höheren Bibliotheksdienst an der Universitätsbibliothek Göttingen ein und legte 1959 am Bibliothekar-Lehrinstitut des Landes Nordrhein-Westfalen in Köln die Fachprüfung ab. Seine berufliche Tätigkeit führte ihn zunächst von 1959 bis 1963 wieder an die Staats- und Universitätsbibliothek Göttingen. Von 1963 bis 1965 leitete er die Senckenbergische Bibliothek in Frankfurt/M. Im Jahre 1965 wurde er Bibliotheksdirektor an der Universitätsbibliothek Dortmund. Von 1970 bis zum Eintritt in den Ruhestand 1991 war er Leitender Bibliotheksdirektor der Universitätsbibliothek Bonn. Seit 1966 wirkte er als nebenamtlicher Dozent am Bibliothekar-Lehrinstitut des Landes Nordrhein-Westfalen bzw. der Fachhochschule für Bibliotheks- und Dokumentationswesen in Köln. Fast zwei Jahrzehnte war er Herausgeber des Mitteilungsblatts des Verbands der Bibliotheken des Landes Nordrhein-Westfalen. Als Vorsitzender dieses Verbandes wirkte er von 1973 bis 1976 und von 1984 bis 1987. Von 1967 bis 1969 war er Vorsitzender des Vereins Deutscher Bibliothekare (VDB).
Sein Bruder war der langjährige Direktor der Universitätsbibliothek Aachen, Gerhart Lohse.
Hartwig Lohse wurde mit dem Bundesverdienstkreuz ausgezeichnet.

## Schriften (Auswahl)
- Die Wechsellagen der skandinavischen Landwirtschaft in vorindustrieller Zeit (16. bis 18. Jahrhundert) (Dissertation Universität Göttingen 1957).
- Universitätsbibliotheken – Institutsbibliotheken. Anmerkungen zu aktuellen Fragen der Bibliotheksstruktur (= Kleine Schriften / Forschungsstelle für Buchwissenschaft an der Universitätsbibliothek Bonn, Bd. 9). Bouvier, Bonn 1972, ISBN 3-416-00904-5.
- Buchaufstellung in deutschen wissenschaftlichen Bibliotheken (=  Kleine Schriften / Forschungsstelle für Buchwissenschaft an der Universitätsbibliothek Bonn, Bd. 11). Bouvier, Bonn 1974, ISBN 3-416-01031-0.
- Das Berufsbild des wissenschaftlichen Bibliothekars. In: Fritz Junginger/Wilhelm Totok (Hrsg.): Zentrale und kooperative Dienstleistungen im Bibliothekswesen. Vorträge, gehalten auf dem 65. Deutschen Bibliothekartag vom 20.–24. Mai 1975 in Konstanz (= Zeitschrift für Bibliothekswesen und Bibliographie, Sonderhefte, Bd. 22). Klostermann, Frankfurt/M. 1976, S. 133–144, ISBN 3-465-01181-3.
- Der Tausch mit medizinischen Dissertationen an den Universitätsbibliotheken der Bundesrepublik Deutschland. Ergebnisse einer Umfrage, einer Ausleihanalyse an der UB Bonn und Vorschläge für ein zukünftiges Vorgehen. In: Zeitschrift für Bibliothekswesen und Bibliographie, Bd. 31 (1984), S. 19–29.
- Vollständigkeit im Pflichtexemplarrecht. In: Wolfgang Dietz/Dietrich Pannier (Hrsg.): Festschrift für Hildebert Kirchner zum 65. Geburtstag. Beck, München 1985, S. 227–239, ISBN 3-406-31013-3.
- Kulturpolitische Bedeutung und Sammlungsprinzipien des regionalen Pflichtexemplars. Eine Antwort an Bertold Picard, auch „aus bibliothekarischer Sicht“. In: Zeitschrift für Bibliothekswesen und Bibliographie, Bd. 32 (1985), S. 478–489.
- Entdogmatisierung des Leihverkehrs? In: Dieter Schug (Hrsg.): Der Bibliothekar zwischen Praxis und Wissenschaft. Bernhard Sinogowitz zum 65. Geburtstag (= Beiträge zum Buch- und Bibliothekswesen, Bd. 24). Harrassowitz, Wiesbaden 1986, S. 67–75, ISBN 3-447-02645-6.
- Bochum, Dortmund und Bielefeld, oder: Wie vor 25 Jahren in Nordrhein-Westfalen Universitäten gegründet wurden. In: Bernhard Adams (Hrsg.): Aratro corona messoria. Beiträge zur europäischen Wissensüberlieferung; Festgabe für Günther Pflug zum 20. April 1988. Bouvier, Bonn 1988, S. 111–124, ISBN 3-416-02150-9.
- Von der "List der Vernunft" (Hegel) – Die ersten Jahre der UB Dortmund. In: Hans-Joachim Koppitz (Hrsg.): Die Neugründung wissenschaftlicher Bibliotheken in der Bundesrepublik Deutschland  (= Beiträge zur Bibliothekstheorie und Bibliotheksgeschichte. Bd. 5). Saur, München 1990, ISBN 3-598-10906-7, S. 199–212.
- Tagesforderungen wissenschaftlicher Bibliotheken in kritischer Diskussion. Ausgewählte Schriften 1960–1990 (= Arbeiten und Bibliographien zum Buch- und Bibliothekswesen, Bd. 8). Lang, Frankfurt/M. 1991, ISBN 3-631-43607-6.
- (Hrsg.): Bibliotheken in alten und neuen Hochschulen. 82. Deutscher Bibliothekartag in Bochum 1992 (= Zeitschrift für Bibliothekswesen und Bibliographie, Sonderhefte, Bd. 55). Klostermann, Frankfurt/M. 1993, ISBN 3-465-02559-8.
- (Hrsg.): Wilhelm Erman / Erinnerungen (= Veröffentlichungen aus den Archiven Preußischer Kulturbesitz, Bd. 38). Böhlau, Köln 1994, ISBN 3-412-08493-X.
- (Hrsg.): Bibliotheken, Service für die Zukunft. 5. Deutscher Bibliothekskongress, 83. Deutscher Bibliothekartag in Leipzig 1993 (= Zeitschrift für Bibliothekswesen und Bibliographie, Sonderhefte, Bd. 58). Klostermann, Frankfurt/M. 1994, ISBN 3-465-02631-4.
- (Hrsg.): Arbeitsfeld Bibliothek. 6. Deutscher Bibliothekskongress, 84. Deutscher Bibliothekartag in Dortmund 1994 (= Zeitschrift für Bibliothekswesen und Bibliographie, Sonderhefte, Bd. 59). Klostermann, Frankfurt/M. 1994, ISBN 3-465-02631-4.
- Tote und „scheintote“ Literatur. Miszelle zu einem bisher unbekannten Erlaß U I Nr. 43 vom 9. Januar 1905 von Fr. Althoff. In: Bücher für die Wissenschaft. Bibliotheken zwischen Tradition und Fortschritt ; Festschrift für Günter Gattermann zum 65. Geburtstag. Saur, München 1994, S. 143–158, ISBN 3-598-11205-X.
- Über Namen von Bibliotheken. Aktuelle und historische Betrachtungen zur Umbenennung der Universitätsbibliotheken Bonn, Münster und Düsseldorf in Universitäts- und Landesbibliotheken. In: Ahmed H. Helal (Hrsg.): Impulse für Bibliotheken. Festschrift für Bernhard Adams zum 65. Geburtstag (= Veröffentlichungen der Universitätsbibliothek Essen, Bd. 19). Essen 1995, S. 145–154, ISBN 3-922602-20-7.